# Justine Reston
Justine Reston es una deportista británica que compitió en remo. Ganó una medalla de oro en el Campeonato Mundial de Remo en Sala de 2019, en la prueba de ligero 2000 m.

## Palmarés internacional
| Campeonato Mundial | Campeonato Mundial          | Campeonato Mundial | Campeonato Mundial |
| Año                | Lugar                       | Medalla            | Prueba             |
| ------------------ | --------------------------- | ------------------ | ------------------ |
| 2019               | Long Beach (Estados Unidos) | Medalla de oro     | Ligero 2000 m      |